# Troglohnia qiubei
Espèce
Troglohnia qiubei est une espèce d'araignées aranéomorphes de la famille des Hahniidae.

## Distribution
Cette espèce est endémique du Yunnan en Chine,. Elle se rencontre dans le xian de Qiubei.

## Description
Le mâle holotype mesure 2,92 mm et la femelle paratype 3,39 mm, les mâles mesurent de 2,54 à 3,21 mm et les femelles de 3,03 à 3,62 mm.

## Systématique et taxinomie
Cette espèce a été décrite par Lin et Li en 2023.

## Étymologie
Son nom d'espèce lui a été donné en référence au lieu de sa découverte, le xian de Qiubei.

## Publication originale
- Chu, Lin & Li, 2023 : « New genera and new species of Hahniidae (Araneae) from China, Laos, Myanmar, and Vietnam. » ZooKeys, vol. 1187, p. 91-134 (texte intégral).